# Titularbistum Myrina
Myrina (ital.: Mirina) ist ein Titularbistum der römisch-katholischen Kirche.
Das in der römischen Provinz  Asia gelegene Bistum hatte seinen antiken Bischofssitz in der gleichnamigen Stadt  Myrina (Türkei). Es war ein Suffraganbistum des Erzbistums Ephesos. 
| Titularbischöfe von Myrina |                                    |                                                      |                    |                    |
| Nr.                        | Name                               | Amt                                                  | von                | bis                |
| 1                          | Matthaeus Prichard OFMRecoll       |                                                      | 20. September 1713 | 22. Mai 1750       |
| 2                          | Karl Aloys von Königsegg-Aulendorf | Weihbischof in Köln (Deutschland)                    | 12. März 1770      | 24. Februar 1796   |
| 3                          | John Ryan                          | Koadjutorbischof von Limerick (Irland)               | 30. September 1825 | 17. März 1828      |
| 4                          | François-Alexis Rameaux CM         | Apostolischer Vikar von Kiam-Si (China)              | 11. Dezember 1838  | 14. Juli 1845      |
| 5                          | Pierre Lavaissière CM              | Apostolischer Vikar von Chekiang (China)             | 27. März 1846      | 19. Dezember 1849  |
| 6                          | Raffaele Bachetoni                 | emeritierter Bischof von Norcia (Italien)            | 1880               | 1881               |
| 7                          | Giovanni Rosati                    | emeritierter Bischof von Todi (Italien)              | 30. März 1882      |                    |
| 8                          | Joseph-André Boyer MEP             | Apostolischer Koadjutorvikar von Mandschurei (China) | 13. April 1886     | 8. März 1887       |
| 9                          | Maximilian Gereon Graf von Galen   | Weihbischof in Münster                               | 16. Juli 1895      | 5. November 1908   |
| 10                         | Joseph Gaudentius Anderson         | Weihbischof in Boston (USA)                          | 29. April 1909     | 2. Juli 1927       |
| 11                         | Edward J. Galvin SSCME             | Apostolischer Vikar von Hanyang (China)              | 15. Juli 1927      | 11. April 1946     |
| 12                         | Alfred-Jean-Félix Ancel IdP        | Weihbischof in Lyon (Frankreich)                     | 17. Februar 1947   | 11. September 1984 |